# Superintendencia de Industria y Comercio
La Superintendencia de Industria y Comercio (SIC) es un organismo público adscrito al Ministerio de Comercio, Industria y Turismo de Colombia, encargado de «velar por el buen funcionamiento de los mercados a través de la vigilancia y protección de la libre competencia económica, de los derechos de los consumidores, del cumplimiento de aspectos concernientes con metrología legal y reglamentos técnicos, la actividad valuadora del país, y la gestión de las cámaras de comercio», y «es responsable por la protección de datos personales, administra y promueve el Sistema de Propiedad Industrial y dirime las controversias que se presenten ante afectaciones de derechos particulares relacionados con la protección del consumidor, asuntos de competencia desleal y derechos de propiedad industrial». En todo caso, es el organismo colombiano regulador de la competencia.
La Dirección de Protección al Consumidor de la SIC atiende las quejas e inconformidades de los clientes o usuarios por los bienes o servicios que han adquirido.

## Delegaturas
Las actividades de la SIC están repartidas en seis superintendencias delegadas, así:
- Delegatura para la protección de los datos personales
- Delegatura de protección al consumidor
- Delegatura de control y verificación de los reglamentos técnicos y metrología legal
- Delegatura de protección de la competencia: forma parte de manera voluntaria como autoridad nacional competente de la International Competition Network (ICN), siendo la anfitriona de la Conferencia Anual de 2019 de dicha organización celebrada en Cartagena de Indias.[6]
- Delegatura de la propiedad industrial
- Delegatura de asuntos jurisdiccionales